# 岐阜県立郡上特別支援学校
岐阜県立郡上特別支援学校（ぎふけんりつ ぐじょうとくべつしえんがっこう）は、岐阜県郡上市にある知的障害者・肢体不自由者のための特別支援学校。2005年（平成17年）に郡上市に初めて設立された特別支援学校である。

## 学校概要
- 創立 2005年（平成17年）
- 学部
  - 小学部
  - 中学部
  - 高等部
- 所在地
  - 【大和校舎】郡上市大和町栗巣32-1（小学部・中学部）
  - 【那比校舎】郡上市八幡町那比3068（高等部）

大和校舎は、旧・大和町立東小学校校舎、那比校舎は、旧・郡上市立相生第二小学校校舎を改修したものである。尚、大和校舎は郡上市所有の施設であり、県に貸与している。

## 教育目標
- 一人一人が生きて光り輝く教育
- 児童生徒の人格と生命を尊重し、一人一人の障害の状態、特性および発達段階に応じたきめ細やかな教育を行うことにより、持っている力を最大限に伸ばしながら、自立や社会参加に必要な知識や技能、態度を身につけ、周りの人とお互いに助け合い生活の自立を図ることを目指している。（学校紹介より）

## その他

### 主な行事
・就業体験
・そば打ち体験
・もちつき大会
・スキー教室
・あまご釣り体験
・わら細工体験
・企業見学
・交流学習
・藍染体験

## 沿革
- 2005年（平成17年） - 岐阜県立郡上養護学校として設立。校舎は旧·大和町立東小学校校舎を使用。
- 2007年（平成19年） - 学校名を「岐阜県立郡上特別支援学校」に変更。
- 2009年（平成21年） - 旧・郡上市立相生第二小学校の校舎を改修し、那比校舎を設置。高等部が那比校舎に移転する。従来の校舎は大和校舎とし、小中学部のみとなる。